# Helena Romanowa (1806–1873)
Helena Pawłowna urodzona jako Fryderyka Charlotta Maria Wirtemberska (ros. Елена Павловна, Фредерика Шарлотта Мария Вюртембергская) (ur. 6 stycznia 1806, zm. 22 stycznia 1873) – wielka księżna Rosji.

## Życiorys

### Lata dziecięce
Urodziła się jako księżniczka wirtemberska, córka księcia Pawła Karola Fryderyka Augusta Wirtemberskiego i księżnej Charlotty Sachsen-Altenburg. Jej ojciec skonfliktowany ze swoim bratem-królem, wyjechał do Paryża. Swoje córki umieścił w pensjonacie, dzięki czemu 10-letnia Charlotta otrzymała usystematyzowaną wiedzę i bardzo dobre wychowanie. Podczas pobytu w Paryżu bardzo duży wpływ na nią wywarła znajomość ze znanym francuskim uczonym Georgiem Cuvier, z którym prowadziła ożywioną korespondencję już po wyjeździe do Rosji. Uważana była za niezwykle inteligentną i dojrzałą, oczarowywała wszystkich swoim sposobem bycia i inteligentną rozmową. 

### Wielka księżna
W wieku 15 lat została wybrana przez carycę Marię Fiodorowną na żonę dla jej syna Michała Pawłowicza. W 1823 roku przyjęła wiarę prawosławną i została uhonorowana tytułem wielkiej księżnej jako Helena Pawłowna. 21 lutego 1824 roku odbył się ślub. Małżeństwo nie było szczęśliwe, Michała Pawłowicza pochłaniała pasja do wojska i zaniedbywał żonę, która urodziła mu pięć córek:
- Wielką księżnę Marię Michajłownę (1825–1846)
- Wielką księżnę Elżbietę Michajłownę (1826–1845)
- Wielką księżnę Katarzynę Michajłownę (1827–1894)
- Wielką księżnę Aleksandrę Michajłownę (1831–1832)
- Wielką księżnę Annę Michajłownę (1834–1836)

Helena przyjaźniła się z carem Aleksandrem I i carycą Elżbietą Aleksiejewną, szybko też nawiązała bliską znajomość z żoną następcy tronu - nieśmiałą Marią Aleksandrowną. Gorliwie angażowała się w prace charytatywne.